# 太原雪齋
太原雪齋（1496年—1555年，即明應5年－弘治元年），父親為駿河大名今川氏親的重臣庵原左衛門尉，母親是同為今川家重臣的興津氏的女兒。「雪齋」是道號，又稱「太原崇孚」，實際名字已不可考。幼時即被父親送往附近的善得寺修習學問，自那時起，雪齋已然覺悟到終生要過著禪僧的生活。直至永正六年（1509年），十四歲的雪齋進入京都建仁寺，拜常庵龍崇為師，正式出家為僧，改稱「九英承菊」。

## 生平

### 青年時期
大永二年（1522年）雪齋奉今川氏親之命，到駿河善德寺，負責五男芳菊丸的教育工作。而這個芳菊丸，就是後來取名「栴岳承芳」、有「東海第一弓」之美譽的今川義元。
天文四年（1535年）六月，今川、武田軍於甲駿邊界的萬澤口交戰。身為軍師的太原雪齋，連忙遣使至小田原城，要求北條氏綱進攻甲斐東部，以解今川之急。武田信虎亦致書上杉朝興，邀其攻打小田原城，以牽制北條氏綱。因此，今川、武田兩軍陷於膠著狀態，直至秋收才各自收兵，算是結束了戰事。
天文五年（1536年），今川家主今川氏輝，駕鶴西歸，死時才二十四歲；同一天，氏親的次子彥五郎亦被發現死亡（有一說是雪齋為擁立梅岳承芳（義元），用計將兩人毒殺）。由於氏輝身體虛弱無子嗣。於是雪齋以梅岳承芳的正統性作號召，對家臣進行拉攏工作。應邀加入梅岳承芳一方的，有重臣朝比奈泰能、瀨名氏貞、瀨名氏俊、關口氏廣等等。梅岳承芳在花倉之亂擊敗側室之子的三男玄廣惠探，繼承家督並還俗改名今川氏元，後接受征夷大將軍・足利義晴的偏諱改為今川義元。同時立即任用這位既是功臣又是良師的太原雪齋，成為自己的軍師；從此雪齋得以盡展所長，在他有生之年，今川家一直處於最鼎盛的狀況。

### 晚年時期
天文十五年（1546年）十月，尾張的織田信秀發動對三河的侵略。岡崎城的松平廣忠向今川義元求援。太原雪齋提議救援，義元允諾，令雪齋率軍進入西三河，抵抗織田軍的入侵；接著，義元要求松平廣忠送出人質，以示對今川家的忠誠。然而，松平家的人質松平竹千代〈廣忠之子，即日後的德川家康〉在前往駿府城途中被改投織田家的田原城主戶田康光劫走，送到織田信秀處，並脅迫松平廣忠離開今川家。
天文十七年（1548年）三月，織田信秀率軍五千餘再度入侵三河，今川義元遂下令太原雪齋為總大將，率二萬五千人前往迎戰。雙方在岡崎城東南的小豆阪一地進行對峙。兩軍不約而同的派遣先鋒部隊去查探敵情，織田方的先鋒織田信廣與今川家的朝比奈泰秀碰頭，打得難分難解。太原雪齋再派出岡部元信領隊支援，終於擊退織田軍。
天文十八年（1549年）十一月，雪齋指揮七千大軍攻陷三河的要衝安祥城，擄獲了守將織田信廣。雪齋遂跟織田信秀交涉，成功以信廣交換被劫走的松平竹千代。此舉不但控制了松平家，並讓自家能夠隨意進出西三河區域，對戰略的部署尤有幫助。
天文二十一年（1552年）十一月今川義元把長女嫁給武田信玄的嫡子武田義信，維持了同盟關係。而後，北條氏康出兵駿河，身為盟友的信玄得知消息後，立即出兵支援義元。雪齋認為北條家來犯將會是個難纏的對手，亦會阻礙上洛的計劃，於是他建議對北條家進行議和。義元接納了雪齋的提議，於善德寺會見武田信玄和北條氏康，進行和談，史稱「善德寺會盟」。會盟後，信玄之女黃梅院嫁給氏康之子北條氏政，氏康之女早河殿嫁給義元之子今川氏真。至此，「甲相駿三國同盟」正式成立，這個同盟維持十多年後因今川家衰落才瓦解。
弘治元年（1555年）十月，太原雪齋圓寂，享年六十歲。死後獲賜「寶珠護國禪師」的諡號。